# Observatoire de Buthiers
L'Observatoire de Buthiers, ou Centre d'astronomie Jean-Marc-Salomon (CAJMS), est un observatoire astronomique situé sur l'Île de loisirs de Buthiers.

## Présentation
L'observatoire comprend deux télescopes, à vocation pédagogique et scientifique : l'un de 510 mm, appartenant à l'île de loisirs, l'autre de 600 mm, appartenant à l'association d'éducation populaire Planète Sciences. Il est nommé en hommage à Jean-Marc Salomon, un bénévole de cette association, mort dans un accident de la route le 28 octobre 1981. Son code MPC est 199.